# Aljaž Cotman
Aljaž Cotman (Kranj, 26 aprile 1994) è un calciatore sloveno, portiere del Donau Klagenfurt.

## Palmarès

### Club

#### Competizioni nazionali
- Campionato sloveno: 4

Maribor: 2013-2014, 2014-2015, 2016-2017, 2018-2019
- Coppa di Slovenia: 1

Maribor: 2015-2016
- Supercoppa di Slovenia: 2

Maribor: 2013, 2014